# Żabbar
Żabbar (maltsky Ħaż-Żabbar [ħɐzˈzɐbbɐr]IPA), také znám jako Città Hompesch, je město v Jihovýchodním regionu. Je šestým největším městem na Maltě. Původně byl částí města Żejtun, ale Ferdinand von Hompesch zu Bolheim, poslední na Maltě vládnoucí velmistr Řádu maltézských rytířů, udělil městu titul Città Hompesch.